# Super Channel
Super Channel est un bouquet payant de chaînes de télévision canadiennes de catégorie A en langue anglaise appartenant à Allarco Entertainment. Il offre des films, des séries télévisées et des événements sportifs.

## Présentation
Super Channel est composée de quatre chaînes en format standard et haute définition, initialement numérotées de 1 à 4.
En mai 2017, la troisième chaîne devient Super Channel Vault et diffuse des films de toutes les années, et la quatrième chaîne devient Ginx eSports TV Canada, puisant son contenu de la chaîne Ginx TV (en) spécialisée dans les Esports. Puis en avril 2018, la première et deuxième chaîne deviennent respectivement Super Channel Fuse et Super Channel Heart & Home.

## Histoire
Allarco (alors Allarcom) était à l'origine en 1983 de la chaîne payante Super Channel pour l'ouest canadien, mais a été acheté par Western International Communications (WIC) en 1991, qui, lorsqu'il a été acquis par Canwest Global en 2000, a été revendu à Corus Entertainment en 2001 et renommé Movie Central.

Logo original de 2007 à 2018

Allarco a obtenu une licence auprès du CRTC en mai 2006 pour un nouveau service national de télévision payante et Super Channel est entré en ondes le 2 novembre 2007.
Moins d'un an après le lancement de Super Channel, The Movie Network et Movie Central ont signé des ententes d'exclusivité auprès des studios américains et ont lancé HBO Canada afin d'éviter une fragmentation de l'auditoire vers le nouveau compétiteur.
Allarco s'est placé sous la protection de la faillite au mois de juin 2009, accumulant des dettes depuis le lancement de la chaîne. Ayant obtenu un statut de distribution obligatoire sur le service numérique des fournisseurs par câble et satellite canadiens dans les marchés anglophones, Super Channel n'était pas distribué chez Vidéotron, le fournisseur par câble majoritaire au Québec, et a demandé au CRTC en 2010 de modifier sa licence afin d'être distribué au Québec, ce que le CRTC a refusé. Vidéotron a finalement ajouté Super Channel de son propre gré le 25 septembre 2013.
Lors de son lancement en novembre 2007, deux chaînes en haute définition étaient disponibles. La première était un simultané de la chaîne principale alors que la deuxième diffusait un condensé de la programmation des trois autres chaînes. En février 2013, Super Channel a lancé deux autres chaînes haute définition, devenant un simultané de leur version standard respective.

## Séries diffusées

### Séries originales
- 24 Hour Rental (en) (2014)
- Darknet (en) (2013)
- Forgive Me (en) (2013)
- Olympus (en) (2015)
- Slasher (2016)
- Tiny Plastic Men (en) (2012–2015)
- Too Much Information (en) (2014)

### Séries internationales
En 2013, la chaîne a les droits de première diffusion des séries originales de la chaîne américaine Starz ainsi que la série Homeland de Showtime. En 2018, Bell Média reprend ces droits, qui crée ensuite la chaîne canadienne Starz.
- 11.22.63 (2016)
- 1992
- Ash vs. Evil Dead (2015–)
- Battleground (en)
- Beaver Falls (en)
- The Big C
- Bikie Wars: Brothers in Arms
- Billy & Billie (2015– )
- Black Mirror
- Black Sails
- Boss
- Bullet in the Face (en)
- Burn Notice
- City Homicide
- Clay's P.O.V.
- The Closer
- The Code
- Da Vinci's Demons
- Dark Rising (en)
- The Divide (en)
- Exile (en)
- Falling Skies
- Fat Tony & Co. (en)
- Flesh and Bone (2015)
- Fortitude (2015–en cours)
- Fresh Meat
- Full Circle
- Generation War (2013)
- Hidden (en)
- Hit & Miss
- Hit the Floor
- Homeland (1re diffusion)
- The Jaquie Brown Diaries (en)
- Justified (1re diffusion)
- Kidnap and Ransom (en)
- Leverage
- Line of Duty
- Magic City
- Major Crimes
- The Missing
- New Worlds (UK, 2014)
- Peaky Blinders
- Peep Show
- Portlandia
- Power
- Prisoners of War
- Public Enemies (en)
- Public Morals (en) (2015)
- Rizzoli et Isles
- Secret State
- Serangoon Road (en)
- Skins
- Slide
- Sons of Anarchy
- Southland
- Spooksville
- Survivor's Remorse (en)
- Things You Shouldn't Say Past Midnight (en)
- The Whitest Kids U' Know
- Versailles (2015-)
- Vexed (en)
- What to Do When Someone Dies
- When Calls the Heart
- The White Queen

(révision janvier 2016)